# Nikolái Krestinski
Nikolái Nikoláevich Krestinski (en ruso: Николай Николаевич Крестинский) (13 de octubrejul./ 25 de octubre de 1883greg.-15 de marzo de 1938) fue un revolucionario bolchevique y un político soviético. Según Viacheslav Mólotov, la familia de Krestinski se había convertido del judaísmo al cristianismo ortodoxo. 

## Revolucionario
Krestinski se afilió al Partido Obrero Socialdemócrata Ruso en 1903, uniéndose a su corriente bolchevique. Tras la Revolución de Febrero de 1917, que derribó la Monarquía rusa, demostró ser un organizador capaz y fue elegido miembro del Comité Central (CC) del Partido Bolchevique el 3 de agosto de 1917. Fue nombrado miembro del primer Orgburó del CC el 16 de enero de 1919 y del primer Politburó el 25 de marzo de ese mismo año. Asimismo, fue elegido miembro del Secretariado el 29 de noviembre y trabajó de secretario del CC del Partido durante el siguiente año y medio.
Entre julio de 1918 y diciembre de 1922, fungió de comisario de Finanzas. Su mandato supuso el cuasi desmantelamiento del ministerio, que Grigori Sokólnikov pasó a controlar desde finales de 1921, casi un año antes de relevar a Krestinski al frente de la comisaría.

## Caída del poder
Entre finales de 1920 y principios de 1921, tras la victoria bolchevique en la guerra civil rusa, Krestinski apoyó las posiciones de León Trotski en el seno de la dirección soviética. Tras la victoria de Vladímir Lenin en el 10.º Congreso del Partido en marzo de 1921, Krestinski perdió sus puestos en el Politburó, el Orgburó y el Secretariado y fue nombrado embajador en Alemania. El puesto era importante y sensible debido a las cruciales y delicadas relaciones de la Rusia Soviética con Alemania en aquel momento, pero no tan importante como sus previas posiciones.
Luego de la muerte de Lenin, Krestinski apoyó a la oposición de izquierda liderada por Trotski hasta 1927, enfrentada a Iósif Stalin, rompiendo con ella en abril de 1928.

## Juicio y ejecución
Krestinski continuó trabajando como diplomático hasta 1937 cuando fue arrestado durante la Gran Purga. Fue enjuiciado (como parte del Juicio de los Veintiuno) el 12 de marzo de 1938. Mientras la mayoría de los acusados admitieron su culpabilidad durante los Juicios de Moscú, Krestinski negó todo el primer día, aunque se reconoció culpable el día siguiente.
El 12 de marzo, afirmó ante el presidente del tribunal, Vasili Úlrij:

“No reconozco ser culpable. No soy un trotskista. Nunca fui miembro del “ala derecha y el bloque trotskista”, que no sabía que existían. Tampoco he cometido ninguno de los crímenes que se me imputan; y en particular no soy culpable de haber mantenido relaciones con los servicios secretos alemanes”.

El siguiente día se desdijo, afirmando todo lo contrario:

“Ayer, bajo la influencia de un sentimiento momentáneo penetrante de vergüenza falsa, evocado por la atmósfera de la impresión dolorosa creada por la lectura de público de la acusación, que fue agravado por mi pobre salud, no fui capaz de decir la verdad, no fui capaz de atreverme a decir que era culpable. Y en lugar de decir, “Sí, soy culpable”, casi mecánicamente respondí, “No, no soy culpable”.

Krestinski fue sentenciado a muerte y ejecutado en marzo de 1938 en el campo de fusilamiento de Communarka. Fue parcialmente rehabilitado durante la desestalinización de Nikita Jrushchov e indultado de todos sus cargos durante la perestroika.